# Ramy Zialor
Ramy Zialor (* 6. Juli 1960) ist ein ehemaliger seychellischer Boxer.

## Sport
Zialor trat bei den Olympischen Sommerspielen 1980 in Moskau und den 1984 in Los Angeles an. 1980 erreichte er im Federgewicht Rang 17. Er wurde in der zweiten Runde von dem Äthiopier Leoul Neeraio geschlagen. Vier Jahre später kam er im Halbweltergewicht ebenfalls auf Rang 17. Er wurde von Jean Mbereke aus Kamerun geschlagen.